# Pyrrorhiza neblinae
Pyrrorhiza neblinae là một loài thực vật có hoa trong họ Huyết bì thảo. Loài này được Bassett Maguire & John Julius Wurdack miêu tả khoa học đầu tiên năm 1957.
Nó là loài đặc hữu Sierra de la Neblina ở bang Amazonas, Venezuela..